# 王伟 (南北朝)
王偉（?—552年?），南北朝時侯景的軍師。侯景的檄文軍書，皆出自其手。

## 生平
王伟，其祖籍是略阳（今陕西略阳）人。父亲王略，在北魏担任许昌县令，因而迁居颍川（今河南禹州）。王伟学通《周易》，文采高雅，在东魏出任行台郎。
侯景叛变后，王伟追随侯景，高澄写信劝侯景反正，王伟为侯景写信回复高澄，文辞十分优美。高澄讀罷问信是谁写的？左右回答是王伟所作。高澄叹息说：“伟才如此，何因不使我知。”
侯景出戰檄文皆出自王偉之手筆，等到侯景攻破台城，废杀梁简文帝而自立，其中的阴谋也都是王伟所提出的。侯景自立为帝，王偉請立七廟，侯景問：“何謂七廟？”王偉說天子必須祭祀七代祖宗。侯景是一个少数族的人，哪里知道那么多，只好说：“我知道我阿爺叫做侯標，但是他在朔州，魂灵怎么会到这里来受祭祀？”眾人大笑。部下有人倒知道侯景的祖父叫侯乙羽周，其餘由王偉隨意立冊。
侯景被王僧辩、陈霸先的梁军打败，王伟与侯景的部将侯子鉴俱走相失，匿於草丛中，王僧辩部下的直渎戍主黄公喜将他擒送营中。王伟见到王僧辩，长揖不拜。押送他的士兵要逼他下拜，王偉说：“各為人臣，何事相敬？”王僧辩对他说：“卿為賊相，不能死節，而求活草間邪？”王偉说：“廢興，命也。使漢帝早從偉言，明公豈有今日？”王僧辩聽罷大笑，又感覺他有些怪才，命人押出示众。王伟说：“昨天一天我就走了八十里，希望借一头毛驴为我代步。”王僧辩说：“你的头颅将要走一万里，岂止短短的八十里？”王伟也笑着说：“今天要走的，是我的心。”尚书左丞虞骘曾被王伟羞辱，这时遇到王伟，便在他脸上吐口水，并怒斥道：“死虜，庸復能為惡乎？”王偉说：“你不讀書，没资格跟我说话！”虞骘惭愧離去。
不久，王偉與侯景舊部呂季略、周石珍、严亶、趙伯超、伏知命等皆被俘送江陵（今湖北荆州），王偉仍幻想得到寬恕，在狱中写诗赠梁元帝的要人：“趙壹能為賦，鄒陽解獻書，何惜西江水，不救轍中魚？”意思是自己有文才，希望能為新朝效力。接著他又写了一首五百字的长诗送给梁元帝，元帝欣赏他的才华，想要赦免他，朝廷有人痛恨王伟，便对元帝说：“以前王伟为侯景所作的檄文中，有冒犯您的辞句。”元帝找到那篇檄文，得知内容：“项羽有雙瞳，所以敗於乌江；湘東王蕭繹瞎了一隻眼，怎麼能做君主呢？”梁元帝大怒，下令把王伟的舌头钉在柱子上，又剖肚挖腸，以酷刑处死。王伟竟面不改色。

## 延伸阅读
[在维基数据编辑]
 《梁書·卷56》，出自姚思廉《梁書》